# Elba Ramalho
Elba Ramalho (Conceição, 17 agosto 1951) è una cantante e attrice brasiliana.

## Biografia
Cugina di Zé Ramalho, ne ha seguito le orme, incidendo il primo album nel 1979.
Si è sposata due volte: col collega Maurício Mattar e col modello Gaetano Lopes. Ha quattro figli: dal primo matrimonio è nato il suo unico maschio, Luã Yvys (cantante, compositore e produttore discografico, che lavora anche per lei); mentre le tre femmine sono state tutte adottate (due con Gaetano Lopes, l'altra da single). Cattolica praticante, si è sempre opposta all'aborto promuovendo varie campagne contro la sua legalizzazione. 
Ha iniziato la sua carriera nel 1968, e, ancora ad oggi, all'età di 73 anni, è attiva nell'industria musicale.

## Discografia
- (1979) Ave de prata, Epic/CBS — LP
- (1980) Capim do vale, Epic/CBS — LP
- (1981) Elba, CBS — LP
- (1982) Alegria, Ariola — LP
- (1983) Coração brasileiro, Ariola — LP
- (1984) Fogo na mistura, Ariola LP
- (1985) Do jeito que a gente gosta, Ariola — LP
- (1986) Remexer, Ariola — LP
- (1987) Elba, Ariola — LP
- (1988) Fruto, Ariola — LP
- (1989) Popular brasileira, Ariola — LP
- (1990) Ao vivo, Ariola — LP
- (1991) Felicidade urgente, Ariola — LP
- (1992) Encanto, Ariola — LP
- (1993) Devora-me, Ariola — LP
- (1995) Paisagem, BMG — CD
- (1996) Leão do Norte, BMG — CD
- (1996) Grande encontro, BMG — CD
- (1997) Grande encontro 2, BMG — CD
- (1998) Flor da Paraíba, BMG — CD
- (1999) Solar, BMG —CD
- (2000) O grande encontro 3, BMG — CD
- (2001) Cirandeira, BMG — CD
- (2002) Elba canta Luiz, BMG — CD
- (2003) Elba ao vivo, BMG — CD
- (2005) Elba e Dominguinhos ao vivo, BMG — CD
- (2007) Qual o Assunto Que Mais Lhe Interessa?
- (2009) Balaio de Amor

## Filmografia parziale
- Prova de Fogo, regia di Marco Altberg (1980)